# Lavatory Love Machine
Lavatory Love Machine je singl z alba Hellfire Club, vydaném v roce 2004 německou power metalovou kapelou Edguy.

## Seznam skladeb
1. Lavatory Love Machine
2. Lavatory Love Machine (akustická verze)
3. I'll Cry for You (Europe cover)
4. Reach Out

## Obsazení
- Tobias Sammet – zpěv, klávesy
- Jens Ludwig – hlavní kytara
- Dirk Sauer – rytmická kytara
- Tobias Exxel – baskytara
- Felix Bohnke – bicí

### Hosté
- Frank Tischer – piano